# Idlib kormányzóságbeli összecsapások (2017. július)
A 2017. júliusi Idlib kormányzósági összecsapások az Ahrar al-Sham és a Hay'at Tahrir al-Sham (HTS) közötti katonai összecsapások sorozata volt. Az összecsapások alatt a Tahrir al-Sham megpróbálta elfoglalni a Bab al-Hawa határátkelőt, ami miatt Törökország aggódni kezdett, mivel ők azt preferálták, hogy ez a terület az Ahrar al-Sham kezén legyen.

## Előzmények
Az SOHR azt mondta, a harcokat a HTS indította, mikor olyan tüntetőkre lőttek Idlib kormányzóság]ban, akik az 1932-es francia mandátum zászlaját vitték, melyet az Ahrar al-Sham az eredeti fehér iszlám zászló mellett hivatalos zászlajának ismert el. A Fekete Lobogót használó HTS ellenzi a trikolor használatát. A két fél egymást vádolja, hogy a másik provokálta ki a támadást Idlibben.

## Az összecsapások
A nagyobb harcok kitörése előtt július 14-én már kisebb összecsapások zajlottak az Ahrar al-Sham és a Suqour al-Sham valamint a Tahrir al-Sham ellen, melyek helyszínei Idlib kormányzóság több helyén is szétoszlottak, így voltak harcok Saraqib és Jabal Zawiya területén is.
Július 19-én a Tahrir al-Sham csapatai elfoglalták Salqin városát, a nap későbbi részében pedig Al-Dana és Saraqib is a kezükre került. Július 20-án a Tahrir al-Sham elfoglalta az Ahrar al-Shamtól Atme határvárosát. Ezután a Tahrir al-Sham megpróbálta elfoglalni a Bab al-Hawa határátkelőt, hogy így tartsa távol az Ahrar al-Sham csapatait Törökországtól. Július 21-én a Sham Légió és a Nour al-Din al-Zenki Mozgalom katonáival érkeztek a helyszínre konvojok. Az ezen utazók előző nap léptek ki a Tahrir al-Sham kötelékéből, és Darat Izza felé tartottak, ahol az Ahrar al-Sham és a Tahrir al-Sham közötti frontvonal húzódott. Mielőtt viszont ezt elérték volna, a Tahrir al-Sham feltartóztatta és megfutamította a csoportot. Az Ahrar al-Sham és a Tahrir al-Sham másnap tűzszünetet kötött, ami alapján az Ahrar al-Sham kivonult a Bab al-Hawa határátkelőről, és ennek ellenőrzését átadta a polgári tanácsoknak. Röviddel később – miután az Ahrar al-Sham harcok nélkül kivonult a területről – a Tahrir al-Sham seregei behatoltak Maarrat Misrin és Ram Hamdan városokba.
Oroszország és Törökország megfontolta, hogy a béke érdekében beavatkozik a régióban.
Július 22-én a HTS elfoglalta Idlib városának még nem az ő ellenőrzése alatt lévő részét, miközben az Ahrar nekiállt a város evakuálásának, és megindultak Idlib kormányzóságban déli irányába. Másnap mindkét fél megállapodott a tűzszünet megújításában. A HTS és a Turkomán Iszlám Párt harcosai szintén kiszorították az Ahrar al-Sham seregeit a Khirbat al-Joz határátkelőről, és Jisr al-Shughur nyugati felén összecsaptak. Idlib városában egy autóbomba felrobbanása miatt 13-52 ember meghalt, köztük legfeljebb 50 HTS-tag és 2 polgári áldozat.